# Josip Murn

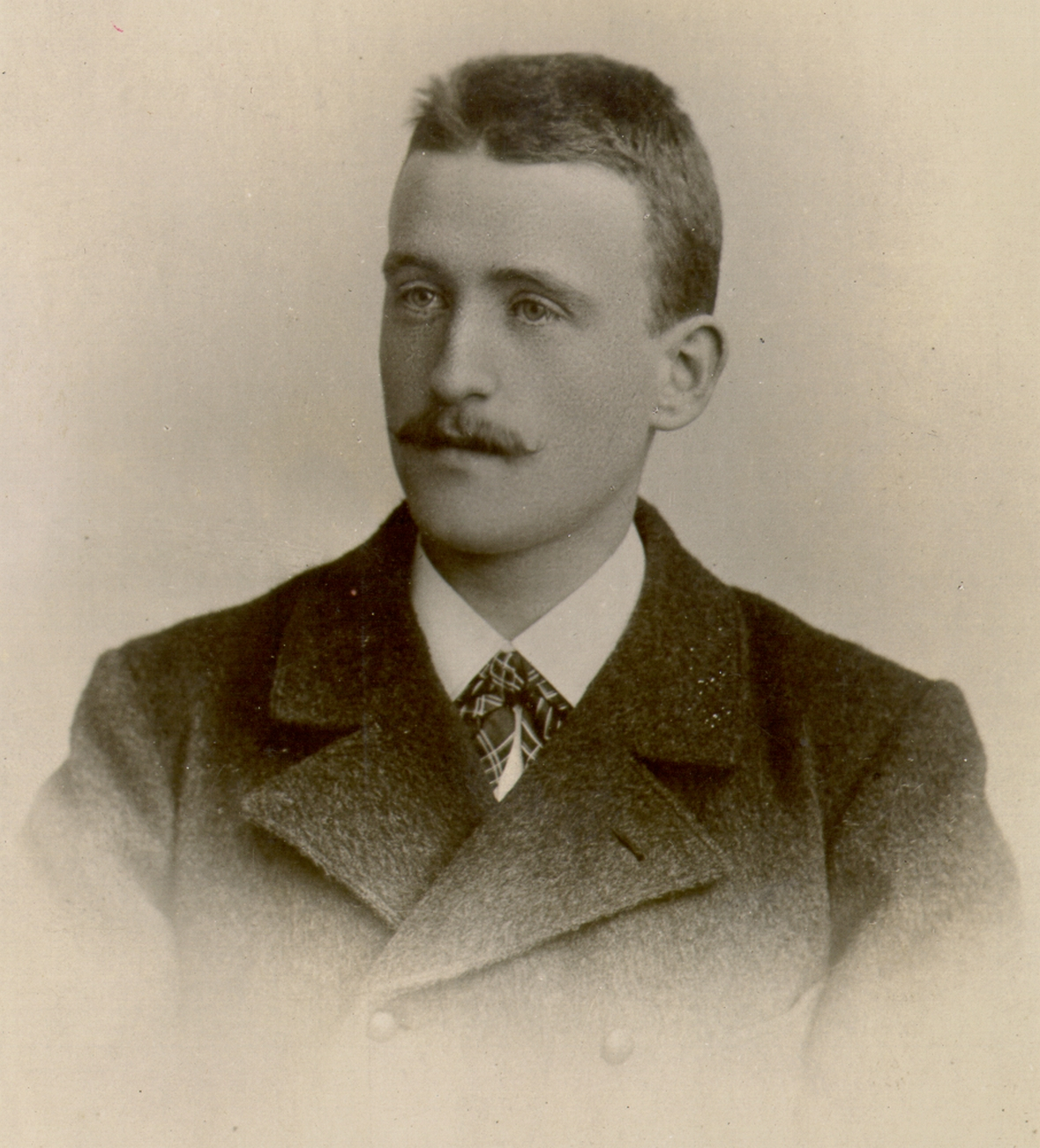

Josip Murn (pseudoniem Aleksandrov) (Ljubljana, 4 maart 1879 – aldaar 18 juni 1901) was een
Sloveens dichter.

## Biografie
Murn werd geboren als een buitenechtelijke zoon van Marija Murn en Jože Cankar. Kort na zijn geboorte trouwde zijn vader met een andere vrouw. Zijn moeder kon hem niet onderhouden en stond hem af aan een gezin in Zadobrovo (deel van het huidig Ljubljana), zelf verhuisde ze naar Triëst.
Van 1890 tot 1898 bezocht hij het gymnasium te Ljubljana. In deze tijd werd hij ook lid van Zadruga, een vereniging die sterk onder invloed stond van Ivan Cankar. Hij rekende ook Dragotin Kette en Oton Župančič tot zijn vriendenkring. Murn begon zijn gedichten te publiceren in de tijdschriften Angelček en Vrtec en later ook in de Ljubljanski zvon. Wat later verliet hij echter vrijwillig deze organisatie.
Veel van zijn tijd bracht hij door op het platteland waar hij het werk en de tradities van de boeren, een belangrijk thema in zijn werk, bestudeerde. Eerst verbleef hij in Gorenjska in Zalog pri Cerkljah en daarna in Zasip pri Bledu.
Om gezondheidsredenen ging hij naar Gradež en bezocht ook Triëst; vaak ging hij tijdens de schoolvakanties naar Vipavska Dolina, waar hij een van zijn pseudoniemen – Aleksandrov - vandaan haalde.
Na zijn maturiteitsexamen vertrok hij met een studiebeurs naar Wenen om aan de handelsacademie te studeren, maar bleef daar enkel een paar maanden. Hij keerde terug naar Ljubljana, waar hij werkte als stenograaf.
Op 22-jarige leeftijd stierf hij aan tuberculose, veelal te wijten aan slechte hygiënische omstandigheden in een armoedig leven. Twee jaar later werd een verzameling van zijn gedichten Pesmi in romance uitgegeven door Ivan Prijatelj.
Josip Murn kreeg tijdens zijn leven weinig erkenning, maar wordt nu gezien als een belangrijk dichter van de Sloveense moderne literatuur.

## Werk
Murn is een van de belangrijkste vertegenwoordigers van de moderne periode.
Hij publiceerde gedichten in tijdschriften voor de jeugd en wat later in de Ljubljanski zvon.
Het belangrijkste thema in zijn werk is de natuur en het leven van de boeren. Zijn meest charakteristieke boerengedichten tonen de tradities van de boeren en het werken en vieren als een bron van vreugde, hoop en levenskracht.
Naast gedichten schreef hij ook enkele korte verhalen, die echter niet van dezelfde kwaliteit als zijn gedichten zijn.
Ontheemdheid, melancholie, geestelijke isolatie, armoede en verlangen zijn enkele kernwoorden die zijn werk karakteriseren.
Twee jaar na zijn dood werd een verzameling van zijn gedichten Pesmi in romance uitgegeven door Ivan Prijatelj.